# Harald Viking

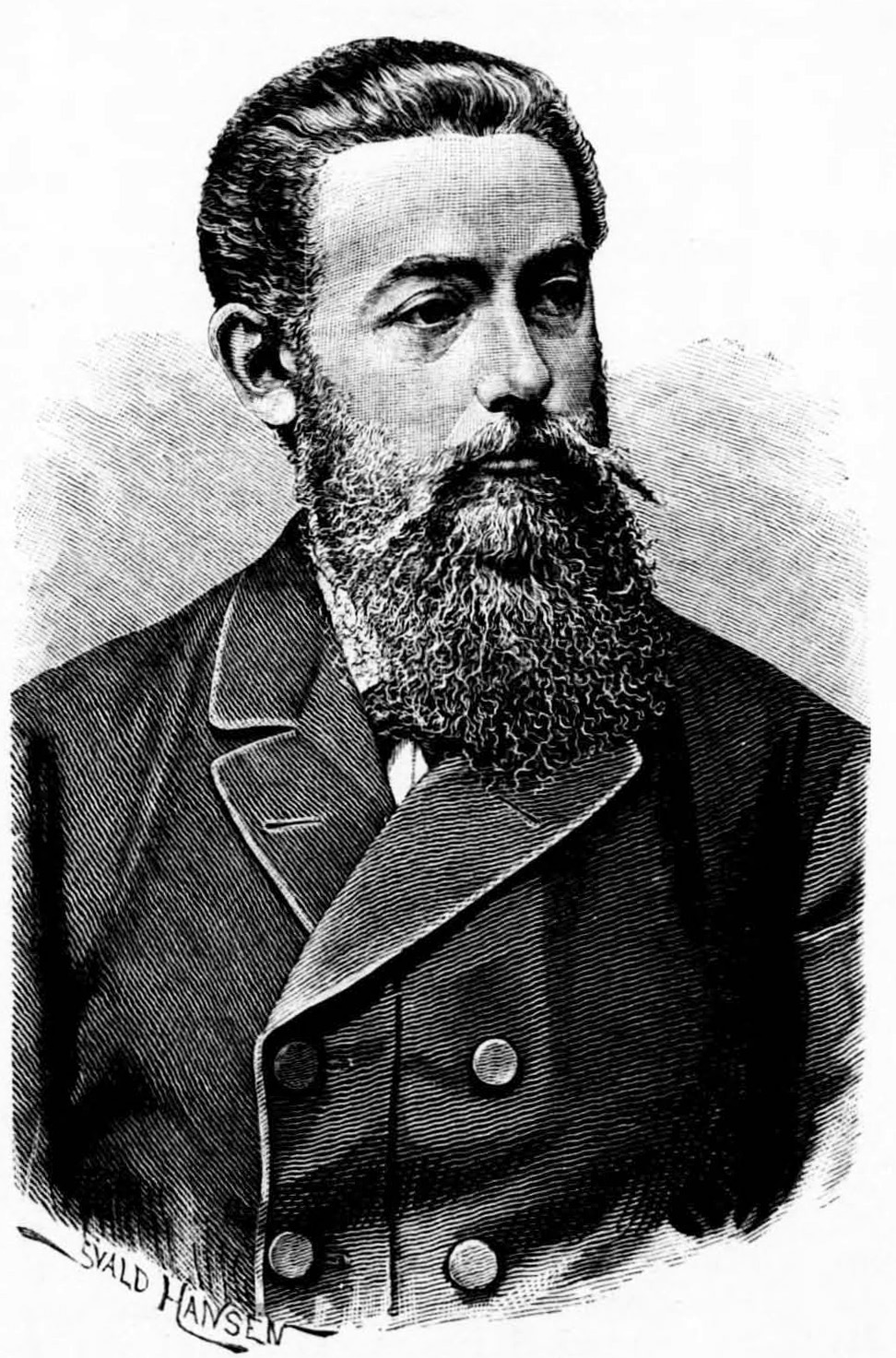
Andreas Hallén 1884. (xylografi)

Harald Viking är en svensk opera i tre akter med musik av Andreas Hallén och libretto av Hans Herrig. Operan spelades första gången den 16 oktober 1881 i Leipzig.

## Historia
Under studietiden i Tyskland blev Hallén en stor entusiast av Richard Wagners operor. Genom sin längre utlandsvistelse på 1870–1880-talen skaffade sig Hallén en internationell orientering som var mindre vanlig hos samtida svenska tonsättare. Framgångarna under studietiden i Tyskland väckte dessutom tankar hos Hallén om att där göra musikalisk karriär. 1872 återvände han till hemstaden Göteborg där han prövade lyckan som dirigent vid en musikförening inrättad av honom själv. Efter sex år reste Hallén 1878 tillbaka till Tyskland, nu till Berlin, där han slog sig fram som sånglärare och musikskribent. Under denna Berlinvistelse mötte Hallén sitt musikaliska öde: att överväldigas av det wagnerska musikdramat som scenisk och musikalisk skapelse. Tillsammans med Hans Herrig (tysk jurist, Skandinavien-kännare, skådespelsförfattare och tillika stor wagnerpropagandist) planerade han operan Harald der Wiking.
Ämnet hämtade Hallén från den danske diktaren Adam Oehlenschlägers historiska skådespel Hagbarth og Signe (1815), vilket i sin tur var en omdiktning av en gammal nordisk folksaga om just Hagbard och Signe. Halléns opera hade från början samma namn som Oehlenschlägers skådespel, men när det blev känt att ungraren Ödön Mihalovich redan hade använt titeln för en opera med samma ämne, döpte Hallén och Herrig om huvudpersonerna i sitt verk till Harald och Siegrun.
Premiären ägde rum i Leipzig den 16 oktober 1881 och det var tack vare ingen mindre än Franz Liszts förmedling som operan kom upp på scenen. Hallén kvitterade genom att ägna Liszt sin andra orkesterrapsodi. Hallén hade själv lett körinstuderingen och uppsättningen, och rollbesättningen var enligt Hallén själv "den bästa möjliga". För regin svarade Angelo Neumann och dirigent var Leipzig-operans kapellmästare Arthur Nikisch. 
När Hallén återvände till Sverige i slutet av 1881 hade han utvecklats till en hängiven wagnerian och hamnade ganska snart mitt i en pågående "Wagnerstrid". Mellan 1865-76 hade flera av Wagners musikdramer satts upp på Stockholmsoperan i omsorgsfullt genomförda instuderingar (Rienzi, Den flygande holländaren, Lohengrin och Tannhäuser). Men även den traditionella repertoaren hade ett starkt fotfäste på operascenen med verk av Mozart, Rossini, Meyerbeer, Gounod och Bizet. Vägen till den svenska nationalscenen blev ganska kort; redan den 18 februari 1884 sattes operan upp på Gustavianska operahuset i Stockholm med den svenska titeln Harald Viking i översättning av Adolf Lindgren. Den framfördes sammanlagt 15 gånger fram till 1912.
Under 1880-talet tog Wagnerdebatten fart på allvar, med en svårgenomtränglig blandning av musikaliska och ideologiska ståndpunkter. Harald Viking kom på sätt och vis att bli ett inlägg i denna debatt. Hallén eldade också på med tidstypisk, aggressivt polemisk ton i en rad artiklar, där han talade varmt för det wagnerska musikdramat.

## Musiken
I Harald Viking förekommer ett stort antal så kallade ledmotiv, det vill säga "följemotiv" av det slag som är ett vanligt inslag i operamusik sedan åtminstone 1700-talet, men som hos Wagner utvecklades till en sorts musikdramatiska "tecken", musikaliska motiv med vars hjälp olika moment i handlingen kunde förknippas med varandra och ges en mångdimensionell innebörd. Det kunde gälla personer, känslor, situationer eller föremål med symbolisk innebörd. I sin ledmotiviskt genomarbetade stil har Hallén påverkats av den sene Wagner, men där finns också svenskt nationalromantiska drag, till exempel i första aktens festscener. Hallén spinner i Harald Viking en tät väv av sådana motiv:
- Ett "vikinga"- eller "drakskepps"-motiv presenteras allra först i operans förspel; i slutscenen förekommer det i Haralds första solo ("Die wilden drohten den Drachen zu lenken...") och i det sorgmarschartade avsnittet efter Haralds död
- Ett "Valhall"- eller "döds"-motiv förekommer tidigare i operan i ett flertal varianter, till exempel vid Haralds ord "Ob mich die Winde dorthin weh'n, zu der Sonne sel'gem Heimat..."
- "Siegruns motiv" som en sista extatisk gest av längtan i Harald slutreplik.[1]

## Roller
| Roller                            | Stämma  | Rollbesättning vid svenska premiären 18 februari 1884. (Dirigent: Joseph Dente) |
| --------------------------------- | ------- | ------------------------------------------------------------------------------- |
| Bera, drottning på Själland       | Alt     | Agnes Janson                                                                    |
| Erik, hennes son                  | Baryton | Filip Forstén                                                                   |
| Siegrun, hennes dotter            | Sopran  | Selma Ek                                                                        |
| Gudmund, en sångare vid Beras hov | Baryton | Carl Fredrik Lundqvist                                                          |
| Harald, en norsk vikingahövding   | Tenor   | Leonard Labatt                                                                  |
| Torgrim, vking                    | Baryton | Hjalmar Håkansson                                                               |
| Sigleif, viking                   | Tenor   | Axel Rundberg                                                                   |

## Handling
Handlingen utspelar sig i Danmark under vikingatiden. Drottning Bera i sin borg på Själland har hållit vårfest och bjudit in den norske vikingahövdingen Harald och hans mannar, eftersom dessa råkat landstiga just då. Det uppstår ljuva känslor mellan Harald och Beras dotter Siegrun. Då han i envig dödar hennes bror Erik ser hon sig tvungen att hämnas, men hennes kärlekslängtan överträffar hämndbegäret. De ursinniga drottning Bera befaller sina mannar att förfölja vikingarna och hon försöker även intala hat hos sin dotter mot Harald, men upptäcker senare att Siegrun har lämnat slottet i hemlighet under natten. Bera tvingar sångaren Gudmund att förråda flyktvägen. Under nattligt månsken hinner Siegrun och Harald förklara varandra sin kärlek innan Eriks män lyckas utkräva hämnden. Harald huggs ner bakifrån och dör efter en försonande slutaria. Kroppen bärs upp på skeppets fördäck för en vikingabegravning till havs, varefter Siegrun med en fackla i handen går ombord, hugger av förtöjningen och sätter skeppet i brand. Det glider sakta bort, medan kärleks/dödsmotivet klingar i orkesterns efterspel.